# Kopis

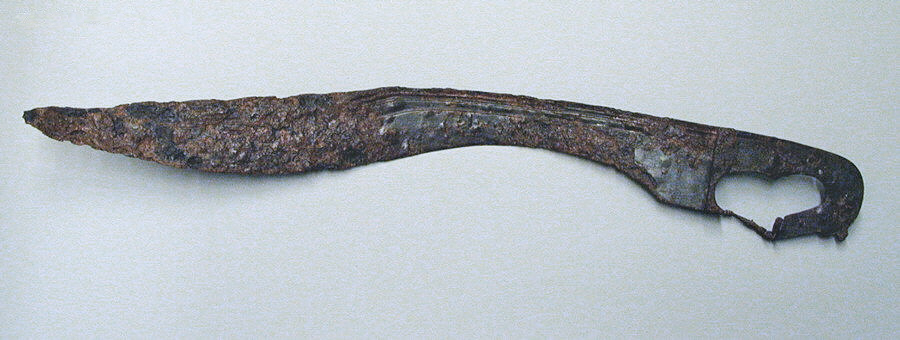
Żelazny kopis z V-IV wieku p.n.e.

Kopis (stgr. κοπίς, lm kopides) – jednosieczna grecka broń biała o falistej klindze, używana w starożytności. 

## Opis
W odróżnieniu od starszych obusiecznych broni hoplitów (xiphos, egcheiridion), był rodzajem długiego, jednoręcznego noża o ostrej krawędzi wewnętrznej. Wykuwano go z jednego kawałka metalu. Niekiedy utożsamiany niesłusznie ze współczesną mu machairą, różnił się od niej przede wszystkim ukształtowaniem głowni. Nieco esowate ostrze z niemal prostym tylcem, łukowato przechodzące w sztych, istotnie różniło się od zakrzywionego brzeszczotu machairy, która miała zbrocze, a kopis – ość lub zbrocze. Rękojeść, stylizowana na głowę drapieżnego ptaka, mogła być półotwarta (w machairze – półotwarta albo zamknięta kabłąkiem) i prawdopodobnie półtoraręczna, czasem też wyposażona w nieduży jelec. Pochwa o skórzanym poszyciu była prosta o rozszerzonej szyjce i z niedużym okuciem dolnym (trzewikiem).

## Pochodzenie i zastosowanie
Kopis był faktycznie wytworem italskim i wywodził się przypuszczalnie od jednosiecznego miecza antenowego. Znany w Italii na początku VIII wieku p.n.e., w Grecji pojawił się w VI stuleciu p.n.e. Nadal rozbieżne są poglądy co do miejsca jego pochodzenia. Jedne wskazują na Etrurię, skąd miał przenikać na obszar Hellady przed wojnami perskimi, według innych jest to późniejszy wynalazek macedoński. Broń ta, wykorzystywana także przez kawalerię, największą popularnością cieszyła się w Grecji i poza nią w IV-III wieku p.n.e. Używana potem w Persji i w Indiach, na zachodzie znana była również Kartagińczykom i Iberom (nawet Luzytanom), których falcata stała się właściwie jej naśladownictwem.
Broń noszono na pendencie przewieszonym przez prawe ramię. Dostatecznie ciężki i wyważony kopis służył do płatowego cięcia. Zadawano nim ciosy jak tasakiem poprzez cięcie albo rąbanie, powodując rozległe, lecz dość powierzchowne rany. Używana także przez konnicę, broń ta wraz z dwiema włóczniami stanowiła zasadnicze uzbrojenie jeźdźca ateńskiego.